# Госпиталь для ветеранов войн
Санкт-Петербургский госпиталь для ветеранов войн — многопрофильное лечебно-профилактическое учреждение, оказывающее квалифицированную медицинскую помощь ветеранам и участникам Великой Отечественной войны, жителям блокадного Ленинграда, ветеранам боевых действий, лицам, приравненным к ним по льготам, и другим категориям граждан.
С начала российско-украинского вооружённого конфликта принимает на лечение и реабилитацию раненых военнослужащих армии РФ; в уходе за ними, помимо персонала, участвуют волонтёры.
Госпиталь является крупнейшим на Северо-Западе России специализированным медицинским учреждением, созданным для оказания амбулаторно-консультативной и стационарной медицинской помощи перечисленным категориям лиц.

## История
29 августа 1945 г. вышло Постановление СНК СССР об организации госпиталей для лечения инвалидов Отечественной войны. Одним из первых специализированный госпиталь создается в Ленинграде в августе 1946 года на Набережной реки Фонтанки, д. 36, где во время войны размещался эвакогоспиталь № 2012.
В нём вначале было развернуто 450 коек, из которых 200 предназначались для больных туберкулезом, а остальные для хирургических и терапевтических больных.
Летом 1950 г. госпиталь переводят в Невский район, на правый берег Невы по адресу: Дорога на Сосновку, 25/27 где находилась районная больница № 3. С застройкой правого берега Невы и появлением Народной улицы изменился адрес госпиталя: Народная улица, дом 21 А.

## Деятельность
Коечная мощность — 1 479 коек, которые развернуты в 32 клинических отделениях, ежегодно в госпитале проходят стационарное лечение более 35 тыс. пациентов.
Основные профили отделений — хирургический (отделения сосудистой, общей, гнойной хирургии, ортопедо-травматологическое и урологическое, в том числе: кабинет аппаратных методов лечения урологических заболеваний), отделение рентгенэндоваскулярных методов диагностики и лечения; терапевтический (эндокринологическое; гастроэнтерологическое, пульмонологическое, 2 кардиологических; 3 общетерапевтических отделения) и неврологический (4 неврологических отделения). В составе госпиталя имеются диагностические и лечебные вспомогательные подразделения, амбулаторно-консультативное отделение, дневной стационар, аптека. Ежегодно лечение в стенах госпиталя получают около 30 000 человек.
.
Основные направления деятельности:
- хирургия (отделения экстренной, сосудистой, абдоминальной, гнойной хирургии, в том числе для больных с «диабетической» стопой, урологическое и 2 травматолого-ортопедических отделения);
- неврология (7 неврологических отделений, в том числе отделение для больных с ОНМК);
- кардиология (5 отделений, в том числе для больных с ОКС)
- терапия (4 терапевтических отделения; 2 эндокринологических; пульмонологическое, гериатрическое)
- реабилитация (4 отделения медицинской реабилитации)
- 2-х сменный дневной стационар
- отделение радиационной профпаталогии
- амбулаторно-консультативное отделение

В составе госпиталя имеются диагностические и лечебные вспомогательные подразделения, амбулаторно-консультативное отделение, дневной стационар, аптека и другие.
На территории учреждения установлена стела «Воинам-победителям на все времена».

## Отделения
- 1 эндокринологическое отделение
- 2 травматолого-ортопедическое отделение
- 3 отделениесосудистой хирургии
- 4 кардиологическое отделение
- 5 кардиологическое отделение
- 6 отделение гнойной хирургии
- 7 хирургическое отделение
- 8 пульмонологическое отделение
- 9 неврологическое  отделениес ОНМК
- 10 неврологическое отделение
- 11 неврологическое отделение с ОНМК
- 12 урологическое отделение
- 13 кардиологическое отделение
- 14 терапевтическое отделение с гастроэнтерологическими койками
- 15 терапевтическое отделение
- 16 неврологическое отделение
- 17 терапевтическое отделение
- 18 неврологическое отделение
- 20 отделение гнойной хирургии
- 21 хирургическое отделение
- 22 травматолого-ортопедическое отделение
- 23 отделение медицинской реабилитации (неврологическое)
- 24 отделение медицинской реабилитации (неврологическое)
- 25 отделение медицинской реабилитации (кардиологическое)
- 26 травматолого-ортопедическое отделение
- 27 кардиологическое отделение
- 30 неврологическое отделение
- 31 неврологическое отделение
- 32 эндоскопическое отделение
- Амбулаторно-консультативное отделение
- Кабинет трансфузионной терапии
- Клинико-диагностическая и бактериологическая лаборатория
- Отделение радиационной профпатологии
- Отдел лучевой терапии
- Отделение функциональной диагностики
- Патологоанатомическое отделение
- Приёмное отделение
- Отделение рентгенхирургических методов диагностики и лечения
- Физиотерапевтическое отделение
- Центр анестезиологии-реаниматологии
- Отделение экстракорпоральных методов обработки крови
- Эндоскопическое отделение

## Скандал
Петербургский госпиталь для ветеранов войн 30 апреля 2020 года заключил контракт на поставку 500 тыс. защитных медицинских костюмов из Китая по завышенной в два раза цене.